# Tablou (operă dramatică)
Tabloul este denumirea unei subdiviziuni a unei opere dramatice (piesă de teatru, operă, operetă, etc.), în special subdiviziune corespunzând unui moment din desfășurarea intrigii, aflat ca mărime între act, care este mai amplu și scenă. Un tablou este o secțiune între două transformări, adică schimbări de decor, în timpul cărora cortina rămâne de obicei coborâtă (închisă).
Astăzi, iluminatul diferențiat al scenei, salvează deseori necesitatea schimbării decorului pentru diferite tablouri.